# Andrej Rublëv
Andrej Rublëv (in russo Андрей Рублёв?; 1360 – Mosca, 29 gennaio 1430) è stato un pittore russo, considerato il più grande pittore di icone. È venerato come santo dalla Chiesa ortodossa.

## Biografia
Della vita di Rublëv si conosce pochissimo. Non è noto né dove né quando sia nato esattamente; con ogni probabilità, dopo essere diventato monaco, passò molti anni nel monastero della Trinità di San Sergio (Troice-Sergieva Lavra), il più importante monastero e centro spirituale della Chiesa ortodossa russa, al tempo di Nikon di Radonež, il primo successore (nel 1392) del fondatore del monastero, Sergio di Radonež.
Le prime notizie su Rublëv risalgono al 1405, quando decorò con icone e affreschi la cattedrale dell'Annunciazione del Cremlino di Mosca (Blagoveščenskij Sobor), lavorando insieme a Teofane il Greco e allo starec Prochor di Gorodec. Il suo nome era in coda alla lista dei pittori, segno che allora era il minore sia per fama sia per età. L'antica cattedrale fu distrutta dal grande incendio del 1547, ma alcuni studiosi sovietici riportarono alla luce, nel XX secolo, due serie di icone ancora in buone condizioni. La scoperta ha consentito di migliorare le conoscenze sulla prima fase della produzione di Rublëv, un periodo in cui l'artista lavorò anche alle miniature del «Vangelo di Chitrovo».
Altre cronache informano che nel 1408 lavorò presso la cattedrale dell'Assunzione (Uspenskij Sobor) di Vladimir, inviato nella città dal principe di Mosca Vasilij Dmitrievič assieme a Daniil Čërnyj e ai più talentuosi artisti moscoviti, e nel 1425-1427 presso la cattedrale della Trinità nel monastero di San Sergio. In seguito si spostò al monastero di Sant'Andronico a Mosca; qui dipinse il suo ultimo lavoro, gli affreschi della cattedrale del Salvatore, prima della morte, avvenuta il 29 gennaio 1430.

## Culto
Canonizzato nel 1988 dalla Chiesa ortodossa russa, la sua ricorrenza è celebrata il 4 luglio.

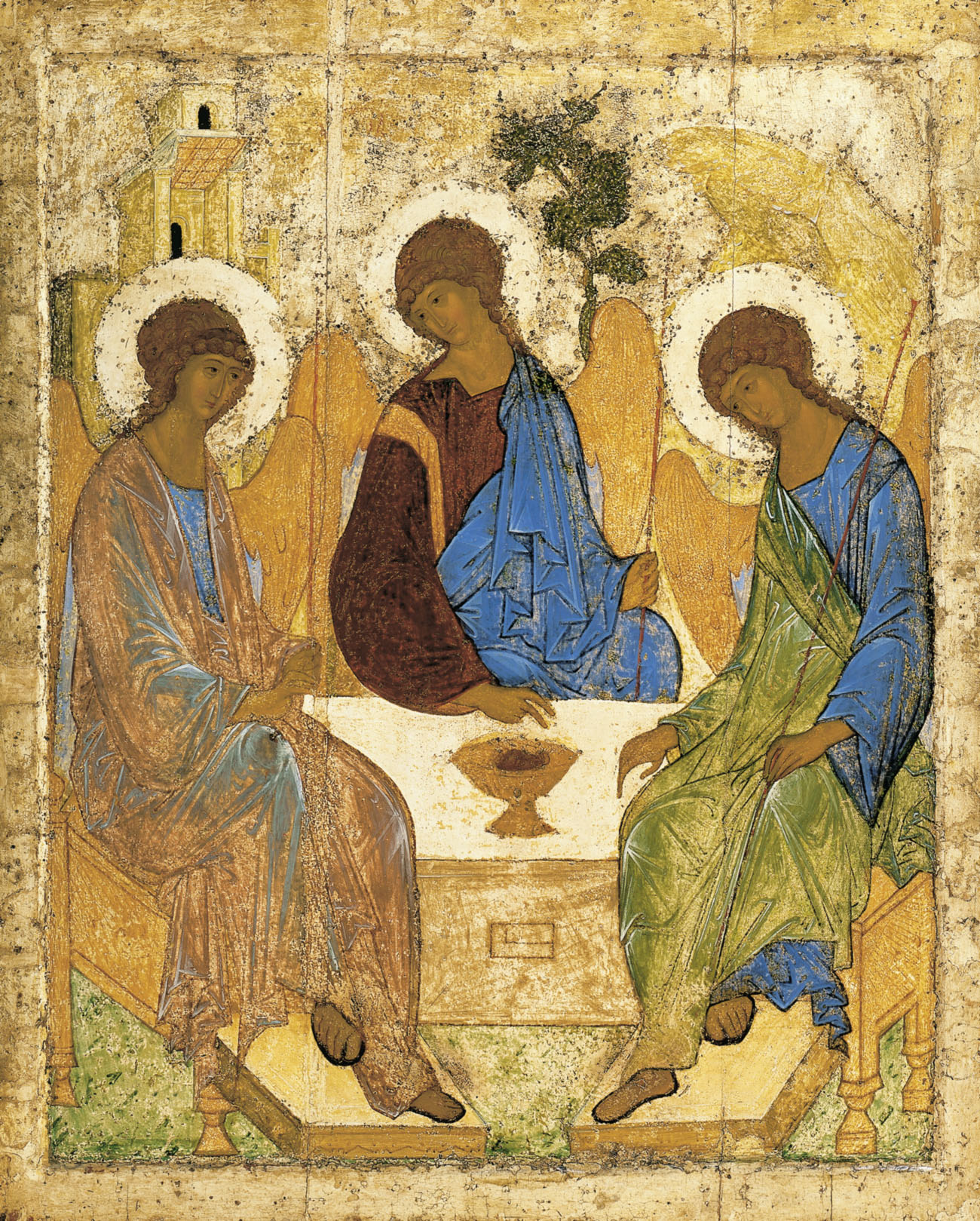
Andrej Rublëv, Icona della Santissima Trinità, 1420-1430 circa. Mosca, Galleria statale di Tret'jakov

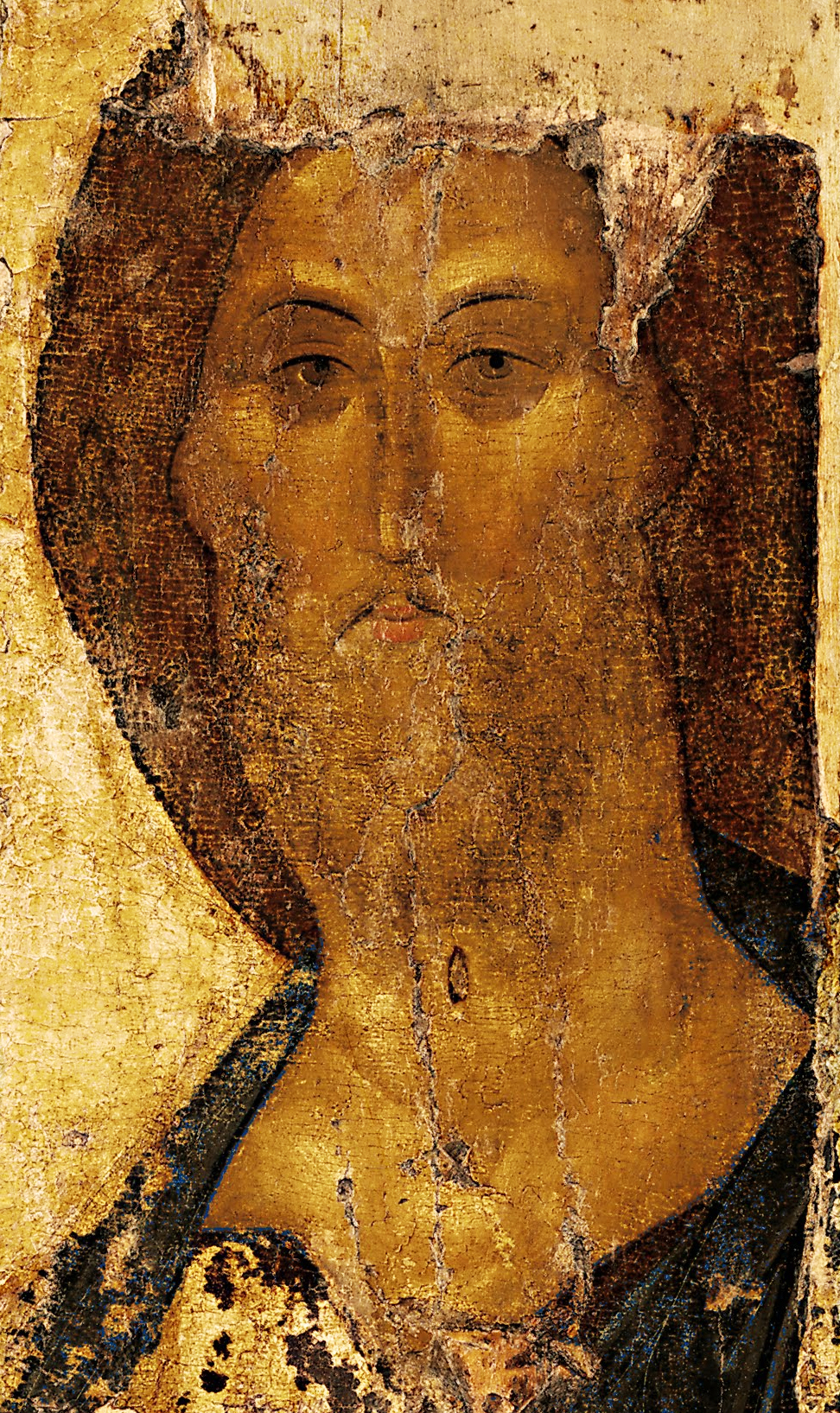
Andrej Rublëv, Cristo Salvatore. Mosca, Galleria statale di Tret'jakov

## L'opera
Il solo lavoro interamente e senza dubbio attribuito a Rublëv è l'Icona della Trinità, conservata presso la Galleria statale di Tret'jakov a Mosca, che raffigura i tre angeli in visita ad Abramo.
Nella sua arte si combinano due tradizioni: un alto ascetismo e l'armonia classica di derivazione bizantina. Le sue pitture trasmettono sempre una sensazione di pace e calma, tanto che dopo alcuni anni la sua arte arrivò a essere percepita come l'ideale della pittura religiosa e dell'arte iconografica. Nel 1551, a Mosca, il Concilio dei Cento capitoli stabilì che l'iconografia di Rublëv era il modello per ogni pittura ecclesiastica.
Dal 1959 il monastero di Sant'Andronico di Mosca ospita un museo dedicato a Rublëv.

## Omaggi

### Filmografia
Nel 1966 il regista Andrej Tarkovskij realizzò il film Andrej Rublëv, ispirato alla vita del pittore.

### Opere teatrali
Maura Del Serra Andrej Rublëv, dramma in sei scene, con una nota di Ugo Ronfani, Firenze, Le Lettere, 2000, 84 pp. (Premio "Scheda teatrale" di San Miniato; segnalato Premio "Riccione", Premio "Vallecorsi" e Premio "Bolzano")